# Матч СРСР — США з легкої атлетики 1969
Матч СРСР — США з легкої атлетики 1969 був проведений 18-19 липня у Лос-Анджелесі на Меморіал Колізеумі.
У дисциплінах програми змагань брали також участь легкоатлети країн Британської Співдружності, оскільки одночасно з матчем між радянськими та американськими легкоатлетами проводилася матчева зустріч між атлетами США та країн Співдружності.
За регламентом змагань підрахунок очок для визначення переможця між збірними СРСР та командою Британської Співдружності не вівся.

## Результати

### Чоловіки
| Місце | Атлет           | Результат |
| ----- | --------------- | --------- |
| 1     | Джон Карлос     | 10,3      |
| 2     | Айворі Крокетт  | 10,3      |
| 3     | Дон Кверрі      | 10,4      |
| 4     | Владислав Сапея | 10,4      |
| 5     | Леонід Мікішев  | 10,6      |
| 6     | Грег Льюїс      | 10,9      |

| Місце | Атлет               | Результат |
| ----- | ------------------- | --------- |
| 1     | Джон Карлос         | 20,3      |
| 2     | Томас Рендольф      | 20,8      |
| 3     | Пітер Джордж Норман | 20,9      |
| 4     | Микола Іванов       | 21,4      |
| 5     | Грег Льюїс          | 21,4      |
| 6     | Михайло Лебедєв     | 21,7      |

| Місце | Атлет               | Результат |
| ----- | ------------------- | --------- |
| 1     | Лі Еванс            | 45,3      |
| 2     | Томмі Тернер        | 45,4      |
| 3     | Білл Гукер          | 46,6      |
| 4     | Олександр Братчиков | 46,8      |
| 5     | Юрій Зорин          | 46,8      |
| 6     | Амос Амоло          | 49,7      |

| Місце | Атлет                | Результат |
| ----- | -------------------- | --------- |
| 1     | Юріс Лузінс          | 1.46,7    |
| 2     | Ральф Дубелл         | 1.47,4    |
| 3     | Фелікс Джонсон       | 1.47,4    |
| 4     | Михайло Желобовський | 1.47,8    |
| 5     | Байрон Дайс          | 1.48,5    |
| 6     | Іван Іванов          | 1.49,0    |

| Місце | Атлет                | Результат |
| ----- | -------------------- | --------- |
| 1     | Мартін Лікорі        | 3.40,1    |
| 2     | Михайло Желобовський | 3.40,4    |
| 3     | Джон Веттон          | 3.42,6    |
| 4     | Джон Мейсон          | 3.44,2    |
| 5     | Анатолій Верлан      | 3.44,9    |
| 6     | Ієн Мак-Кафферті     | 3.53,0    |

| Місце | Атлет              | Результат |
| ----- | ------------------ | --------- |
| 1     | Рашид Шарафетдинов | 13.58,8   |
| 2     | Іван Шопша         | 14.00,0   |
| 3     | Джеррі Ліндгрен    | 14.02,1   |
| 4     | Керрі О'Браєн      | 14.24,8   |
| 5     | Стів Префонтейн    | 14.40,0   |
| 6     | Керрі Пірс         | 14.58,0   |

| Місце | Атлет           | Результат |
| ----- | --------------- | --------- |
| 1     | Рон Кларк       | 28.35,4   |
| 2     | Микола Свиридов | 28.49,8   |
| 3     | Джек Бачелер    | 29.18,0   |
| 4     | Степан Байдюк   | 29.22,4   |
| 5     | Рекс Маддафорд  | 29.45,8   |
| 6     | Кенні Мур       | 29.47,8   |

| Місце | Атлет             | Результат |
| ----- | ----------------- | --------- |
| 1     | Віллі Девенпорт   | 13,5      |
| 2     | Леон Коулмен      | 13,6      |
| 3     | Алан Паскоу       | 14,0      |
| 4     | Віктор Баліхін    | 14,1      |
| 5     | Гарі Ноуке        | 14,8      |
| 6     | Олександр Синіцин | 14,8      |

| Місце | Атлет                | Результат |
| ----- | -------------------- | --------- |
| 1     | Нік Лі               | 49,7      |
| 2     | Джон Шервуд          | 50,0      |
| 3     | Гарі Ноуке           | 50,2      |
| 4     | Ральф Манн           | 50,3      |
| 5     | В'ячеслав Скоморохов | 50,3      |
| 6     | Анатолій Казаков     | 51,3      |

| Місце | Атлет             | Результат  |
| ----- | ----------------- | ---------- |
| 1     | Олександр Морозов | 8.26,0 =NR |
| 2     | Керрі О'Браєн     | 8.26,8     |
| 3     | Майк Менлі        | 8.35,1     |
| 4     | Керрі Пірс        | 8.44,0     |
| 5     | Лазар Народицький | 8.51,8     |
| 6     | Боб Прайс         | 8.56,4     |

| Місце | Команда                                                                           | Результат |
| ----- | --------------------------------------------------------------------------------- | --------- |
| 1     | Британська Співдружність Грег Льюїс Пітер Джордж Норман Дон Кверрі Леннокс Міллер | 39,4      |
| 2     | СШААйворі Крокетт Томас Рендольф Мел Грей Джон Карлос                             | 39,5      |
| 3     | СРСРМихайло Лебедєв Євген Синяєв Микола Іванов Владислав Сапея                    | 40,1      |

| Місце | Команда | Результат |
| ----- | --- | --------- |
| 1     | СШАДжим Кемп (47,4) Томмі Тернер (46,2) Ларрі Джеймс (44,8) Лі Еванс (45,9)                                | 3.03,1    |
| 2     | Британська Співдружність Білл Гукер (46,6) Гарт Кейс (46,2) Байрон Дайс (47,1) Мартін Вінболт-Льюїс (46,9) | 3.06,8    |
| 3     | СРСРОлександр Конніков (47,0) Борис Савчук (46,2) Юрій Зорин (46,2) Олександр Братчиков (47,2)             | 3.07,1    |

| Місце | Атлет                | Результат |
| ----- | -------------------- | --------- |
| 1     | Пол Нігілл           | 1:31.49,8 |
| 2     | Володимир Голубничий | 1:32.11,0 |
| 3     | Рон Лейрд            | 1:32.27,0 |
| 4     | Микола Смага         | 1:32.51,4 |
| 5     | Френк Кларк          | 1:33.14,6 |
| 6     | Роберт Кітчен        | 1:38.08,2 |

| Місце | Атлет             | Результат |
| ----- | ----------------- | --------- |
| 1     | Валентин Гаврилов | 2,21      |
| 2     | Отіс Беррелл      | 2,14      |
| 3     | Лоурі Пекем       | 2,14      |
| 4     | Валерій Скворцов  | 2,10      |
| 5     | Пітер Бойс        | 2,07      |
| 6     | Дік Фосбері       | 2,07      |

| Місце | Атлет                  | Результат |
| ----- | ---------------------- | --------- |
| 1     | Боб Сігрен             | 5,35      |
| 2     | Джон Пеннел            | 5,10      |
| 3     | Геннадій Блізнєцов     | 5,10      |
| 4     | Майк Булл Юрій Ханафін | 4,70      |
| —     | Ларрі Вольф            | NM        |

| Місце | Атлет             | Результат |
| ----- | ----------------- | --------- |
| 1     | Стен Вітлі        | 8,14      |
| 2     | Ігор Тер-Ованесян | 8,12      |
| 3     | Тину Лепік        | 7,83      |
| 4     | Боб Бімон         | 7,66      |
| 5     | Філ Мей           | 7,34      |
| 6     | Майк Мак-Грат     | 7,25      |

| Місце | Атлет         | Результат |
| ----- | ------------- | --------- |
| 1     | Віктор Санєєв | 16,91     |
| 2     | Микола Дудкін | 16,44     |
| 3     | Майк Мак-Грат | 15,94     |
| 4     | Філ Мей       | 15,75     |
| 5     | Джон Крафт    | 15,33     |
| 6     | Норм Тейт     | 14,72     |

| Місце | Атлет           | Результат |
| ----- | --------------- | --------- |
| 1     | Карл Залб       | 19,71     |
| 2     | Едуард Гущин    | 19,38     |
| 3     | Браян Олдфілд   | 19,09     |
| 4     | Лес Міллс       | 18,42     |
| 5     | Джефф Тіл       | 18,32     |
| 6     | Володимир Ляхов | 15,39     |

| Місце | Атлет           | Результат |
| ----- | --------------- | --------- |
| 1     | Володимир Ляхов | 61,60     |
| 2     | Джей Сільвестер | 61,04     |
| 3     | Джон Коул       | 60,00     |
| 4     | Вітаутас Ярас   | 57,74     |
| 5     | Робін Тейт      | 53,78     |
| 6     | Джо Антунович   | 51,46     |

| Місце | Атлет              | Результат |
| ----- | ------------------ | --------- |
| 1     | Анатолій Бондарчук | 72,36     |
| 2     | Ромуальд Клим      | 72,36     |
| 3     | Джордж Френн       | 68,86     |
| 4     | Том Гейдж          | 66,98     |
| 5     | Говард Пейн        | 64,86     |
| 6     | Правін Кумар       | 60,50     |

| Місце | Атлет            | Результат |
| ----- | ---------------- | --------- |
| 1     | Яніс Лусіс       | 83,53     |
| 2     | Дейв Тревіс      | 81,74     |
| 3     | Роджер Коллінс   | 80,74     |
| 4     | Яніс Доніньш     | 79,21     |
| 5     | Джон Фітцсіммонс | 75,74     |
| 6     | Марк Марро       | 75,24     |

| Місце | Атлет           | Результат |
| ----- | --------------- | --------- |
| 1     | Білл Тумі       | 7938      |
| 2     | Віктор Челноков | 7652      |
| 3     | Яніс Ланка      | 7594      |
| 4     | Джефф Сміт      | 7100      |
| —     | Рік Слоун       | DNF       |
| —     | Клайв Лонг      | DNF       |

### Жінки
| Місце | Атлетка           | Результат |
| ----- | ----------------- | --------- |
| 1     | Барбара Феррелл   | 11,5      |
| 2     | Айріс Девіс       | 11,6      |
| 3     | Людмила Михайлова | 11,7      |
| 4     | Людмила Жаркова   | 11,9      |
| 5     | Рейлін Бойл       | 12,0      |
| 6     | Маріон Гоффман    | 12,0      |

| Місце | Атлетка             | Результат |
| ----- | ------------------- | --------- |
| 1     | Барбара Феррелл     | 23,6      |
| 2     | Памела Грін         | 23,7      |
| 3     | Людмила Самотьосова | 23,9      |
| 4     | Рейлін Бойл         | NT        |
| 5     | Людмила Голомазова  | NT        |
| 6     | Пенні Говарт        | NT        |

| Місце | Атлетка            | Результат |
| ----- | ------------------ | --------- |
| 1     | Кеті Геммонд       | 53,0      |
| 2     | Таїсія Ковалевська | 54,2      |
| 3     | Анна Дундаре       | 54,4      |
| 4     | Джарвіс Скотт      | 54,7      |
| 5     | Черіл Пізлі        | 55,4      |
| 6     | Енн Ковелл         | 56,0      |

| Місце | Атлетка          | Результат |
| ----- | ---------------- | --------- |
| 1     | Медлін Меннінг   | 2.03,8    |
| 2     | Алла Колесникова | 2.06,0    |
| 3     | Ненсі Шейфер     | 2.06,0    |
| 4     | Сильвія Поттс    | 2.06,9    |
| 5     | Тамара Войтенко  | 2.07,4    |
| 6     | Еббі Гоффман     | 2.08,3    |

| Місце | Атлетка          | Результат |
| ----- | ---------------- | --------- |
| 1     | Людмила Брагіна  | 4.16,0 NR |
| 2     | Доріс Браун      | 4.16,8 NR |
| 3     | Алла Колесникова | 4.19,9    |
| 4     | Франсі Лар'є     | 4.28,1    |
| 5     | Валері Робінсон  | 4.28,2    |
| 6     | Черіл Пізлі      | 4.32,6    |

| Місце | Атлетка             | Результат |
| ----- | ------------------- | --------- |
| 1     | Памела Кілборн      | 13,5      |
| 2     | Меймі Раллінс       | 13,6      |
| 3     | Морін Кейрд         | 13,8      |
| 4     | Лія Хітрина         | 13,9      |
| 5     | Світлана Нестеренко | 14,5      |
| 6     | Джен Глотцер        | 14,8      |

| Місце | Команда                                                                            | Результат |
| ----- | ---------------------------------------------------------------------------------- | --------- |
| 1     | СШАВіллі Вайт Айріс Девіс Мілдретт Неттер Барбара Феррелл                          | 45,1      |
| 2     | СРСРЛюдмила Жаркова Галина Бухаріна Людмила Самотьосова Людмила Голомазова         | 45,3      |
| 3     | Британська Співдружність Пенні Говарт Айрін Пйотровські Рейлін Бойл Маріон Гоффман | 45,4      |

| Місце | Команда                                                                    | Результат |
| ----- | -------------------------------------------------------------------------- | --------- |
| 1     | СШАКеті Геммонд Джарвіс Скотт Естер Сторі Медлін Меннінг                   | 3.33,4    |
| 2     | СРСРРаїса Ніканорова Людмила СамотьосоваТаїсія Ковалевська Анна Дундаре    | 3.38,7 NR |
| 3     | Британська Співдружність Енн Ленгдейл Енн Ковелл Сильвія Поттс Черіл Пізлі | 3.47,4    |

| Місце | Атлетка            | Результат |
| ----- | ------------------ | --------- |
| 1     | Валентина Козир    | 1,77      |
| 2     | Елеанор Монтгомері | 1,77      |
| 3     | Антоніна Лазарева  | 1,74      |
| 4     | Бренда Сімпсон     | 1,71      |
| 5     | Одрі Рейд          | 1,71      |
| 6     | Деббі Брілл        | 1,71      |

| Місце | Атлетка        | Результат |
| ----- | -------------- | --------- |
| 1     | Віллі Вайт     | 6,20      |
| 2     | Надія Кройтер  | 6,12      |
| 3     | Тетяна Волкова | 6,11      |
| 4     | Марта Ватсон   | 6,10      |
| 5     | Джоан Гендрі   | 5,90      |
| 6     | Даян Піс       | 5,65      |

| Місце | Атлетка         | Результат |
| ----- | --------------- | --------- |
| 1     | Надія Чижова    | 18,95     |
| 2     | Ірина Солонцова | 17,43     |
| 3     | Барбара Поулсен | 14,97     |
| 4     | Лінн Грем       | 14,60     |
| 5     | Даян Чартеріс   | 14,49     |
| 6     | Марен Зайдлер   | 14,34     |

| Місце | Атлетка         | Результат |
| ----- | --------------- | --------- |
| 1     | Тамара Данилова | 55,96     |
| 2     | Антоніна Попова | 55,25     |
| 3     | Джін Робертс    | 51,66     |
| 4     | Керол Фрост     | 49,35     |
| 5     | Даян Чартеріс   | 48,00     |
| 6     | Реней Клечка    | 45,90     |

| Місце | Атлетка         | Результат |
| ----- | --------------- | --------- |
| 1     | Крістін Томпсон | 53,30     |
| 2     | Ніна Маракіна   | 52,88     |
| 3     | Петра Ріверс    | 52,38     |
| 4     | Кейт Шмідт      | 51,62     |
| 5     | Барбара Фрідріх | 51,38     |
| 6     | Тамара Данилова | 50,42     |

## Командний залік
|                 | СРСР | США |
| --------------- | ---- | --- |
| Чоловіки        | 110  | 125 |
| Жінки           | 67   | 70  |
| Загальний залік | 177  | 195 |

|                 | Британська Співдружність | США |
| --------------- | ------------------------ | --- |
| Чоловіки        | 95                       | 137 |
| Жінки           | 56                       | 81  |
| Загальний залік | 151                      | 218 |

## Відео
- Відеоролік про матч на YouTube